# Riard
Riard o Riart és una masia situada al poble de Lladurs, al municipi del mateix nom, al Solsonès, inclosa a l'Inventari del Patrimoni Arquitectònic de Catalunya.
Està a 300 metres del punt quilomètric 10,3 de la carretera LV-4241-b de Solsona a Sant Llorenç. Està ben senyalitzat.

## Descripció
Masia de planta rectangular amb teulada a dues vessants i orientada nord-sud. Porta a la cara sud. La porta primitiva es troba a l'interior de la casa; davant es va construir una nova façana amb una gran balconada i porta d'arc de mig punt. L'entrada és de pedra, amb volta de canó. La porta primitiva és d'arc de mig punt i resseguida per grosses dovelles i als murs del costat de la porta, es veuen restes d'opus spicatum. El primer pis és també de pedra, amb sostre de bigues. La façana principal està arrebossada. Parament de pedres sense tallar.

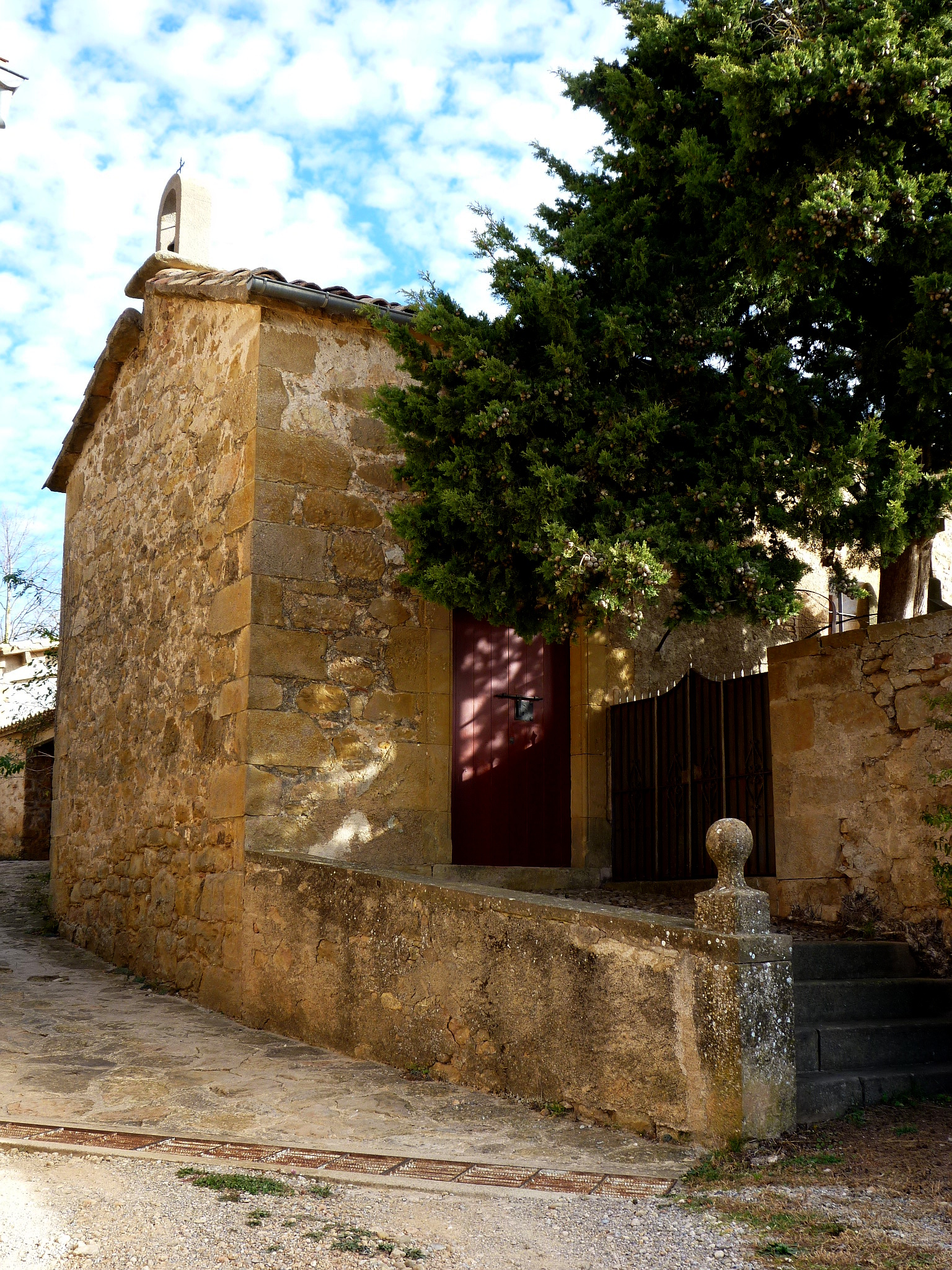
Capella de Sant Vicenç

Al costat de la casa hi ha una petita capella neoclàssica rural, de planta rectangular, orientada a l'est i amb la porta a la cara sud.

## Història
Bernat de Riart era rector d'Olius a principis del segle xiii. L'any 1213, arrendà les terres i els alous de la parròquia d'Olius a Arnau de Monegal. Un altre Bernat Riart, fou paborde del monestir de Santa Maria de 1318 a 1347.
Al segle xiv, Jaume Riart fou canonge de Solsona i procurador del paborde Bernat.